# Malevolent Creation
Malevolent Creation (Злорадісне Створіння) — музичний гурт із США, який грає в стилі Brutal Death Metal. Один із найважчих представників екстремальної музики. Одним із засновників, беззмінним учасником та ідеологом цього гурту є гітарист Філ Фєйшена (Phil Fasciana). Народилося це «створіння» 1987 року завдяки почину вищезгаданого гітариста та вокаліста Бретта Хофмана (Brett Hoffman) у місті Buffalo (штат Нью-Йорк). Після запису першого демо гурт переїжджає у Fort Lauderdale (штат Флорида) у 1988-му.

## Учасники

### Вокал
- Brett Hoffman (1987—1994, 1998—2000, 2006 — наші дні)
- Jason Blachowicz (1994—1998)
- Kyle Symons

### Гітара
- Phil Fasciana (1987 — наші дні)
- John Rubin (1988—1992, 2005—2008)
- Marco Martell (2007 — наші дні)
- Jim Nickles
- Jeff Juszkiewicz
- Rob Barrett
- John Paul Soars
- Jason Hagan
- Peter Tägtgren

### Бас гітара
- Gio Geraca
- Gordon Simms
- Jason Blachowicz
- Marco Martell (2007—2008)
- Scott O'Dell
- Greg St. John
- Dave X

### Ударні
- Lee Harrison
- Mark Simpson (1989—1992)
- Alex Marquez (1992—1994)
- Larry «Crazy» Hawke (1994)
- Tony Laureano
- Derek Roddy
- Gus Rios
- Justin DiPinto
- David Kinkade
- Ariel Alvarado
- Dave Culross (1994 — ?)
- Fabian Aguirre

## Альбоми
- The Ten Commandments, (Roadrunner Records, 1991)
- Retribution (Roadrunner Records, 1992)
- Stillborn (Roadrunner Records, 1993)
- Eternal (Pavement Music, 1995)
- In Cold Blood (Pavement Music, 1997)
- The Fine Art of Murder (Pavement Music, 1998)
- Envenomed (Arctic Music, 2000)
- The Will to Kill (Nuclear Blast, 2002)
- Warkult (Nuclear Blast, 2004)
- Doomsday X (Nuclear Blast, 2007)